# Округа Европейского парламента

Округа Европейского парламента

Округа Европейского парламента представляют собой территориальные единицы, имеющие определённое представительство в Европарламенте. Прямые всеобщие выборы в Европейский парламент проходят во всех странах — членах Европейского союза. Поскольку каждая из стран имеет свою квоту депутатов, вычисляемую исходя из численности её населения, территория Евросоюза делится на избирательные округа, каждый из которых может занимать территорию лишь одного государства-члена. Однако в каждом из государств депутаты избираются по национальным правилам, поэтому и квота членов Европарламента может различным образом распределяться внутри страны, в том числе делиться на несколько избирательных округов. В настоящее время шесть из двадцати восьми стран имеют на своей территории более одного избирательного округа: Бельгия,  Ирландия, Италия, Польша. Округа ранее имели Великобритания, Дания (до 1985) и Франция (до 2019). В оставшемся двадцать одном государстве государственные границы совпадают с границами единственного округа.
Выборы 2009 года проводились в рамках Ниццкого договора, устанавливающим количество депутатов Европарламента на уровне 736 делегатов (согласно ст. 190 EG-Договора); Лиссабонский договор устанавливает количество парламентариев на уровне 751 человека, включая не имеющего голоса председателя, и меняет распределение количества представителей по странам, однако данные изменения вступили в силу лишь в 2014 году.
Большинство округов многомандатные, и в них применяются различные варианты пропорциональной избирательной системы. Исключение составляет округ немецкоговорящей общины Бельгии, имеющей одного представителя в Европейском парламенте. В этой связи депутатский мандат достаётся кандидату, набравшему большинство голосов. Количество мест, приходящихся на один округ, в странах с внутренним делением колеблется от одного до двадцати трёх, а среди всех округов наибольшим представительством обладает Германия, делегирующаяя 99 депутатов.

## Полный список
В настоящем списке сначала приведены все избирательные округа по странам, имеющим несколько округов на выборах в Европарламент, а затем в порядке убывания числа депутатов все единые избирательные округа.
| Округ                              | Страна     | Состав округа | Мест | Население   | Население на место |
| ---------------------------------- | ---------- | --- | ---- | ----------- | ------------------ |
| Фламандская выборная коллегия      | Бельгия    | Фламандское сообщество | 14   | 6,000,000   | 428,000            |
| Франкоговорящая выборная коллегия  | Бельгия    | Французское сообщество Бельгии | 9    | 4,000,000   | 444,000            |
| Немецкоговорящая выборная коллегия | Бельгия    | Немецкоязычное сообщество Бельгии | 1    | 71,000      | 71,000             |
| Северо-западная Франция            | Франция    | Нижняя Нормандия, Верхняя Нормандия, Нор — Па-де-Кале, Пикардия                                                                                              | 10   | 9,150,000   | 762,000            |
| Западная Франция                   | Франция    | Бретань, Земли Луары, Пуату — Шаранта | 9    | 8,000,000   | 804,000            |
| Восточная Франция                  | Франция    | Эльзас, Бургундия, Шампань — Арденны, Франш-Конте, Лотарингия                                                                                                | 9    | 8,200,000   | 820,000            |
| Юго-западная Франция               | Франция    | Аквитания, Лангедок — Руссильон, Юг — Пиренеи | 10   | 8,200,000   | 819,000            |
| Юго-восточная Франция              | Франция    | Корсика, Прованс — Альпы — Лазурный Берег, Рона — Альпы | 13   | 10,800,000  | 833,000            |
| Луара, Центральный массив          | Франция    | Овернь, Центр, Лимузин | 5    | 4,500,000   | 753,000            |
| Иль-де-Франс                       | Франция    | Иль-де-Франс (включая Париж) | 13   | 11,300,000  | 805,000            |
| Заморские территории Франции       | Франция    | Заморские территории Франции | 3    | 2,500,000   | 820,000            |
| Дублин                             | Ирландия   | Дублин | 3    | 1,190,000   | 400,000            |
| Восток                             | Ирландия   | Графства Карлоу, Килдэр, Килкенни, Лиишь, Лаут, Мит, Оффали, Уэксфорд и Уиклоу                                                                               | 3    | 1,100,000   | 367,000            |
| Юг                                 | Ирландия   | Графства Корк, Керри, Лимерик, Северный Типперэри, Южный Типперэри и Вотерфорд                                                                               | 3    | 1,100,000   | 367,000            |
| Северо-запад                       | Ирландия   | Графства Каван, Клэр, Донегол, Голуэй, Литрим, Лонгфорд, Мейо, Монахан, Роскоммон, Слайго и Уэстмит                                                          | 3    | 880,000     | 293,000            |
| Северо-Западная Италия             | Италия     | Валле-д'Аоста, Лигурия, Ломбардия, Пьемонт | 23   | 15,000,000  | 653,000            |
| Северо-Восточная Италия            | Италия     | Эмилия-Романья, Фриули-Венеция-Джулия, Трентино-Альто-Адидже, Венеция                                                                                        | 15   | 10,700,000  | 714,000            |
| Центральная Италия                 | Италия     | Лацио, Марке, Тоскана, Умбрия | 16   | 10,900,000  | 681,000            |
| Южная Италия                       | Италия     | Абруццо, Апулия, Базиликата, Калабрия, Кампания, Молизе | 17   | 13,800,000  | 816,000            |
| Островная Италия                   | Италия     | Сардиния, Сицилия | 7    | 6,600,000   | 943,000            |
| Поморский                          | Польша     | Поморское воеводство | 2    | n/a         | n/a                |
| Куявско-Поморский                  | Польша     | Куявско-Поморское воеводство | 3    | n/a         | n/a                |
| Подляский и Варминско-Мазурский    | Польша     | Подляское воеводство и Варминско-Мазурское воеводство | 2    | n/a         | n/a                |
| Варшава                            | Польша     | Варшава и часть Мазовецкого воеводства (повяты: Гродзиский, Легионовский, Новодвурский, Отвоцкий, Пясечинский, Прушковский, Западно-Варшавскийи Воломинский) | 6    | n/a         | n/a                |
| Мазовецкий                         | Польша     | Оставшаяся часть Мазовецкого воеводства, не входящая в варшавский округ                                                                                      | 3    | n/a         | n/a                |
| Лодзинский                         | Польша     | Лодзинское воеводство | 4    | n/a         | n/a                |
| Великопольский                     | Польша     | Великопольское воеводство | 5    | n/a         | n/a                |
| Люблинский                         | Польша     | Люблинское воеводство | 4    | n/a         | n/a                |
| Подкарпатский                      | Польша     | Подкарпатское воеводство | 2    | n/a         | n/a                |
| Малопольский и Свентокшиский       | Польша     | Малопольское воеводство и Свентокшиское воеводство | 8    | n/a         | n/a                |
| Силезский                          | Польша     | Силезское воеводство | 8    | n/a         | n/a                |
| Нижнесилезский и Опольский         | Польша     | Нижнесилезское воеводство и Опольское воеводство | 7    | n/a         | n/a                |
| Любушский и Западно-Поморский      | Польша     | Любушское воеводство и Западно-Поморское воеводство | 2    | n/a         | n/a                |
| Германия                           | Германия   | Германия | 99   | 82,000,000  | 828,000            |
| Испания                            | Испания    | Испания | 54   | 43,000,000  | 796,000            |
| Нидерланды                         | Нидерланды | Нидерланды | 27   | 16,000,000  | 590,000            |
| Греция                             | Греция     | Греция | 24   | 11,000,000  | 458,000            |
| Португалия                         | Португалия | Португалия | 24   | 10,500,000  | 437,000            |
| Чехия                              | Чехия      | Чехия | 24   | 10,200,000  | 425,000            |
| Венгрия                            | Венгрия    | Венгрия | 24   | 10,000,000  | 416,000            |
| Швеция                             | Швеция     | Швеция | 19   | 9,000,000   | 473,000            |
| Австрия                            | Австрия    | Австрия | 18   | 8,200,000   | 455,000            |
| Дания                              | Дания      | Дания | 14   | 5,400,000   | 385,000            |
| Словакия                           | Словакия   | Словакия | 14   | 5,300,000   | 378,000            |
| Финляндия                          | Финляндия  | Финляндия | 14   | 5,200,000   | 370,000            |
| Литва                              | Литва      | Литва | 13   | 3,600,000   | 277,000            |
| Латвия                             | Латвия     | Латвия | 9    | 2,300,000   | 255,000            |
| Словения                           | Словения   | Словения | 7    | 2,000,000   | 285,000            |
| Эстония                            | Эстония    | Эстония | 6    | 1,300,000   | 216,000            |
| Кипр                               | Кипр       | Кипр | 6    | 780,000     | 130,000            |
| Люксембург                         | Люксембург | Люксембург | 6    | 440,000     | 73,000             |
| Мальта                             | Мальта     | Мальта | 5    | 400,000     | 80,000             |
| Всего                              | Всего      | Всего | 732  | 459,295,000 | 627,000            |